# 1317 en santé et médecine
| Années de la santé et de la médecine : 1314 - 1315 - 1316 - 1317 - 1318 - 1319 - 1320    |
| Décennies de la santé et de la médecine : 1280 - 1290 - 1300 - 1310 - 1320 - 1330 - 1340 |

Cet article présente les faits marquants de l'année 1317 en santé et médecine.

## Événements
- L'une des trois plus anciennes pharmacies d'Europe encore en activité en 2011 est attestée au monastère franciscain de Raguse en Croatie[1] ; elle s'ouvrira au public en 1391[2].
- Deux pharmacies sont attestées à Strasbourg en Alsace, l'une, rue des Hallebardes, l'autre, rue du Chaudron, et cette dernière a peut-être déjà été mentionnée en 1314 à l'enseigne de la Cigogne[3].
- Fondation à Cantorbéry, dans le Kent, en Angleterre, par John Maynard, dit le Riche, de l'hôpital Sainte-Marie (Hospital of St. Mary), pour trois frères et quatre sœurs et devenu maisons de l'aumône (almshouses[4]).
- Fondation d'un hospice au Bonhomme en Alsace par les Ribeaupierre, seigneurs du lieu[5].
- Fondation à Étroubles, dans la vallée d'Aoste, d'un hospice resté ouvert jusqu'au XXe siècle[6].
- L'hôpital de Noves, en Provence, est mentionné pour la première fois, et situé dans l'actuelle rue Jean-Moulin[7].
- 1315-1317 : grande famine en Europe[8].

## Publications
- Le médecin italien Matthieu Silvaticus dédie  à Robert Ier, roi de Naples, sa « somme de diététique et de médecine » (Liber cibalis et medicinalis pandectarum)[9].
- Selon le colophon de l'un des manuscrits conservés, Arnold de Bamberg, médecin du comte palatin Rodolphe Ier, compose un « régime de santé » à la demande d'Augustin Kazotic, évêque de Zagreb[10].